# 蛹形雙珠螺
蛹形雙珠螺（学名：Mastonia mediotincta）为左錐螺科雙珠螺屬下的一个种。